# Toguli járás
A Toguli járás (oroszul: Тогульский район) Oroszország egyik járása az Altaji határterületen. Székhelye Togul.

A Toguli járás az Altaji határterületen

## Népesség
- 1989-ben 11 431 lakosa volt.
- 2002-ben 10 450 lakosa volt, melyből 9 992 orosz, 211 német, 80 ukrán, 26 fehérorosz, 22 tatár, 17 azeri, 10 csuvas, 10 örmény stb.
- 2010-ben 8 478 lakosa volt.